# Liste der Einträge im National Register of Historic Places im Houston County (Alabama)
Die Liste der Registered Historic Places im Houston County führt alle Bauwerke und historischen Stätten im Houston County in Alabama auf, die in das National Register of Historic Places aufgenommen wurden.

## Aktuelle Einträge
| Lfd. Nr. | Name                                        | Bild | Datum der Eintragung | Adresse/Lage                                         | Ort      | ID-Nr.   | Beschreibung |
| -------- | ------------------------------------------- | ---- | -------------------- | ---------------------------------------------------- | -------- | -------- | ------------ |
| 1        | Alabama Midland Railway Depot               |      | 12. Sep. 1985        | Midland St.                                          | Ashford  | 85002163 |              |
| 2        | Atlantic Coastline Railroad Passenger Depot |      | 21. Jan. 1994        | Kreuzung von Powell St. und Headland Ave.            | Dothan   | 93001519 |              |
| 3        | Dothan Municipal Light and Water Plant      |      | 3. Okt. 1991         | 126 N. College St.                                   | Dothan   | 90001315 |              |
| 4        | Dothan Opera House                          |      | 16. Dez. 1977        | 103 N. St. Andrews St.                               | Dothan   | 77000204 |              |
| 5        | Federal Building and U.S. Courthouse        |      | 31. Dez. 1974        | 100 W. Troy St.                                      | Dothan   | 74000412 |              |
| 6        | Main Street Commercial District             |      | 21. Apr. 1983        | E. Main, Foster, St. Andrews, Crawford und Troy Sts. | Dothan   | 83002984 |              |
| 7        | Purcell-Killingsworth House                 |      | 16. Dez. 1982        | Main St.                                             | Columbia | 82001616 |              |